# Міжнародні відносини України в 1917—1922 роках

Сучасна карта Європи з позначенням меж України, які були заявлені делегацією УНР на Паризькій мирній конференції в 1919-20 рр.

У статті описані міжнародні відносини, які підтримувались урядами України (що претендували на представництво всієї країни як незалежної держави) в період Української революції 1917—1922 років.

## Передумови

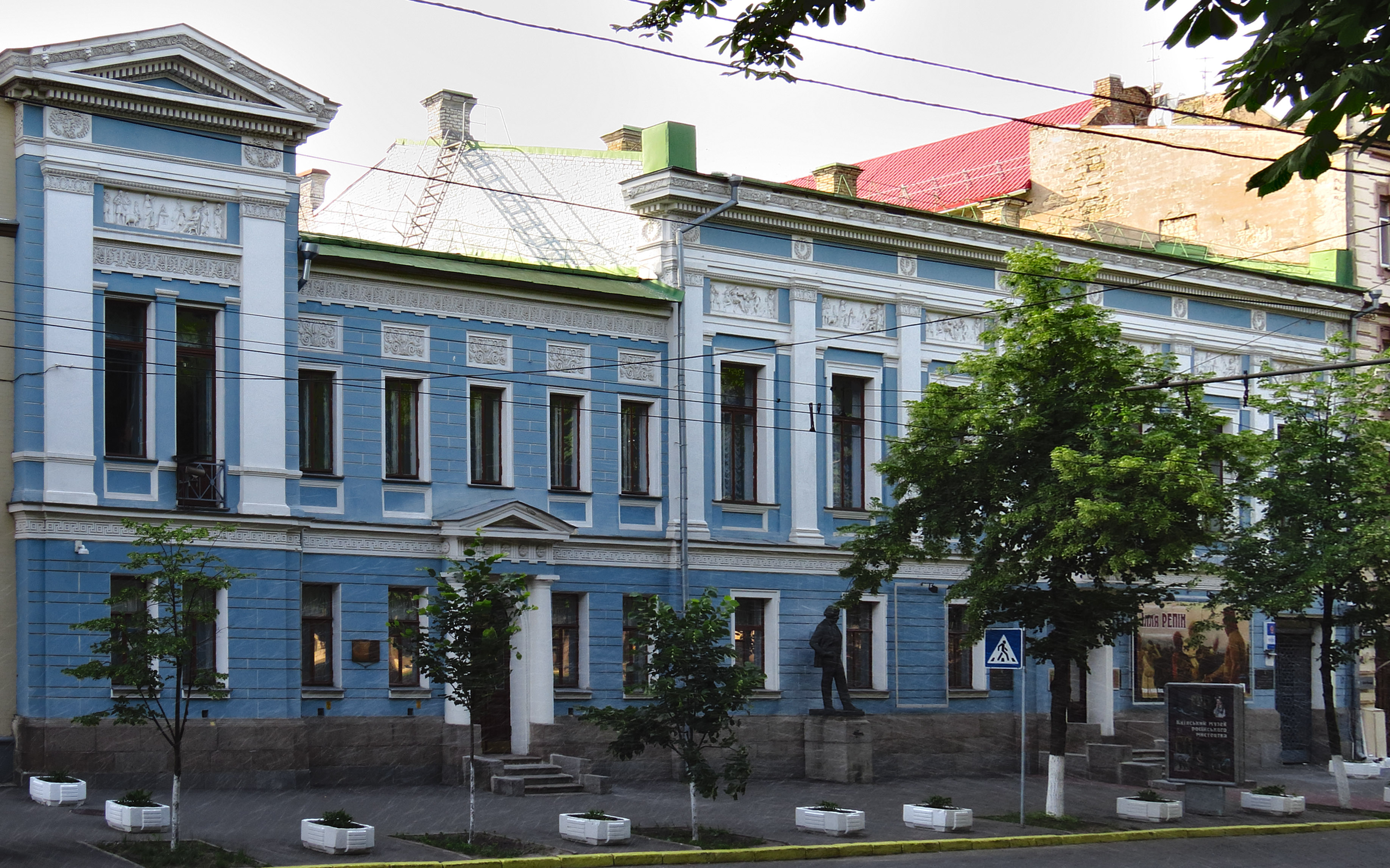
Будинок № 9 по Терещенківській вулиці у Києві, у якому знаходився Генеральний секретаріат міжнаціональних справ Української Народної Республіки і Української держави.

Процес формування зовнішньополітичного органу майбутньої Української Народної Республіки було розпочато Центральної Радою 16 липня 1917 року зі проголошенням їй Другого Універсалу. У ньому йшлося про утворення Генерального секретаріату — виконавчого органу влади. З перших днів існування Генерального секретаріату в його складі почав свою діяльність Генеральний секретаріат з національних справ, який став прообразом першого зовнішньополітичного відомства України в XX столітті.
22 грудня 1917 року, Глава Генерального секретаріату Української Народної Республіки, проголошеної Третім Універсалом, Володимир Винниченко і Генеральний секретар з міжнаціональних справ Олександр Шульгин підписали «Законопроєкт про утворення Генерального секретаріату міжнародних справ». Законопроєкт був схвалений на засіданні Уряду УНР в цей же день.
Остаточно відомство сформувалося після проголошення незалежності України Четвертим Універсалом і під різними назвами продовжувало функціонувати незважаючи на Гетьманський переворот та Антигетьманське повстання.

## Центральні держави
| Держава                                | Дипломатичні відносини  | Визнання          | Угоди | Ноти | Дипломатичні представники | Основна стаття |
| -------------------------------------- | ----------------------- | ----------------- | --- | --- | --- | -------------- |
| Австро-Угорщина                        | Так після 9 лютого 1918 | Так 9 лютого 1918 | - Таємний договір по Східній Галичині та Північній Буковині від 8 лютого 1918 року (не був ратифікований); - Брестський мирний договір від 9 лютого 1918 року; - Військова конвенція від 18 лютого 1918 року; - Економічний договір від 23 квітня 1918 року; - Фінансовий договір від 15 травня 1918 року; - Господарський договір від 18 вересня 1918 року.  | З боку України: - Протест щодо намірів Центральних держав приєднати Холмщину, Підляшшя і окуповану ними частину Волині до Королівства Польського від 17 листопада 1917 року; - Нота щодо державної приналежності Холмщини і Підляшшя від 12 червня 1918 року.                                                                                        | Посли України: - Андрій Яковлів - В'ячеслав Липинський Посли Австро-Угорщини: - Йоганн Форгач | Основна стаття |
| Болгарія                               | Так після 9 лютого 1918 | Так 9 лютого 1918 | - Брестський мирний договір від 9 лютого 1918 року; - Договір щодо «унормування встановлення публічних і приватно-правових відносин, щодо відміни воєнно-полонених і інтернованих цивільних осіб, щодо питання про амністію, яка повинна бути дана з приводу укладення мира і щодо питання про кораблі, які попалися у владу ворогів» від 12 лютого 1918 року | З боку України: - Протест щодо намірів Центральних держав приєднати Холмщину, Підляшшя і окуповану ними частину Волині до Королівства Польського від 17 листопада 1917 року; - Нота щодо незадовільного забезпечення військовополонених одягом і харчами, важких умовах їх праці, знущаннях над ними наглядачів, антисанітарному стані бараків тощо. | Посли України: - Олександр Шульгин; - Федір Шульга, в.о.; - Василь Драгомирецький, в. о.; Посли Болгарії: - Іван Шишманов | Основна стаття |
| Німецька імперія Веймарська республіка | Так після 9 лютого 1918 | Так 9 лютого 1918 | - Брестський мирний договір від 9 лютого 1918 року; - Військова конвенція від 18 лютого 1918 року; - Економічний договір від 23 квітня 1918 року; - Фінансовий договір від 15 травня 1918 року; - Господарський договір від 18 вересня 1918 року; - Договір про безперешкодну евакуацію німецьких військ від 14 грудня 1918 року                              | З боку України: - Протест щодо намірів Центральних держав приєднати Холмщину, Підляшшя і окуповану ними частину Волині до Королівства Польського від 17 листопада 1917 року; | Посли України в Німеччині: - Олександр Севрюк; - барон Федір Штейнгель; - Микола Порш; - Роман Смаль-Стоцький. Посли Німеччини в Україні: - Альфонс Мумм фон Шварценштейн. Повірені у справах Німеччини в Україні: - Ганс фон Берхем                                  | Основна стаття |
| Османська імперія                      | Так після 9 лютого 1918 | Так 9 лютого 1918 | - Брестський мирний договір від 9 лютого 1918 року; - Додатковий Українсько-турецький договір про дружбу і співробітництво від 12 лютого 1918 року | З боку України: - Протест щодо намірів Центральних держав приєднати Холмщину, Підляшшя і окуповану ними частину Волині до Королівства Польського від 17 листопада 1917 року; | Посли України в Османській імперії: - Микола Левитський; - Олександр Кістяківський (не приступив до виконання обов'язків); - Михайло Суковкін; - Олександр Лотоцький; - Токаржевський-Карашевич Ян. Посли Османської імперії в Україні: - Ахмед Мухтар-бей Моллаогли; | Основна стаття |

## Антанта
| Держава         | Дипломатичні відносини | Визнання                            | Угоди | Ноти | Дипломатичні представники | Основна стаття |
| --------------- | ---------------------- | ----------------------------------- | ----- | --- | --- | -------------- |
| Бельгія         | Так 3 лютого 1919      | Ні                                  | —     | — | Посол України в Бельгії та, за сумісництвом, у Нідерландах: - Андрій Яковлів | Основна стаття |
| Велика Британія | Так з 9 січня 1918     | Так 9 січня 1918                    | —     | — | Дипломатичне представництво при Генеральному секретаріаті УНР з грудня 1917 року. Посли України у Великій Британії: - Микола Стаховський; - Арнольд Марголін; - Ярослав Олесницький; - Роман Смаль-Стоцький. Посли Великої Британії в Україні: - Джон Піктон Багге | Основна стаття |
| Італія          | —                      | —                                   | —     | — | З боку урядових та фінансових кіл Італії в 1919—1921 роках надходили пропозиції почати економічне співробітництво з УНР. Глави Надзвичайної дипломатичної місії України в Італії: - Дмитро Антонович; - Василь Мазуренко                                           | Основна стаття |
| Румунія         | Так                    | —                                   | —     | Декларація уряду УНР про зміцнення добросусідських відносин з Румунією і солідарними з Україною балтійськими, чорноморськими і кавказькими країнами від 2 червня 1920 року | Посли України в Румунії: - Микола Ґалаґан; - Володислав Дашкевич-Горбацький - Юрій Гасенко - Костянтин Мацієвич Посли Румунії в Україні: - Константін Коанде - Константін Концеску                                                                                 | Основна стаття |
| Франція         | Так з 19 грудня 1917   | Так 29 грудня 1917 або 3 січня 1918 | —     | — | Дипломатичне представництво при Генеральному секретаріаті УНР з грудня 1917 року. Посли Франції в Україні: - Жорж Табуї | Основна стаття |

## Держави на території колишньої Російської імперії
| Держава                                                  | Дипломатичні відносини | Визнання                  | Угоди | Ноти | Дипломатичні представники | Основна стаття |
| -------------------------------------------------------- | ---------------------- | ------------------------- | --- | --- | --- | -------------- |
| Російська Соціалістична Федеративна Радянська Республіка | —                      | —                         | Прелімінарний мирний договір від 12 червня 1918 року | З боку України: - Відмова від виконання ультиматуму від 18 грудня 1917 року; - Ультимативна нота з приводу невизнання РРФСР запропонованих українською делегацією кордонів від 3 жовтня 1918 року З боку Радянської Росії: - Ультиматум з вимогою відмови від дезорганізації фронту, відмови від пропуску козачих формувань через Україну з фронту на Дон, припинення роззброєння радянських полків і червоноармійців, пропуску більшовицьких військ на Південний фронт і загрозою початку війни в разі неприйняття вимог протягом 48 годин від 17 грудня 1917 року | — | Основна стаття |
| Білоруська Народна Республіка                            | Ні                     | Так                       | — | З боку Білорусі: - Заява білоруської делегації про незгоду з встановленим між республіками кордоном від 15 квітня 1918 року | Глава спеціальної дипломатичної місії Білорусії в Україну: - Олександр Цвікевіч | Основна стаття |
| Грузинська Демократична Республіка                       | Так 5 грудня 1918      | —                         | - Договір між Українською державою і Грузинською Республікою від 5 грудня 1918 року; - Угода між урядами України і Грузії про міжбанківські переказні операції від 7 грудня 1918; - Договір щодо обміну товарами між Українською державою і Грузинський Республікою від 7 грудня 1918 року. | — | Посол України в Грузії, а також у Кубані, Азербайджані та Вірменії за сумісництвом: - Іван Красковський Посол Вірменії в Україні: - Григорій Дзамоєв Посол Грузії в Україні: - Віктор Тевзая Посол Азербайджану в Україні: - Юсиф Везир Посол Кубані в Україні: - В'ячеслав Ткачов | Основна стаття |
| Азербайджанська Демократична Республіка                  | Так 8 лютого 1919      | Так січень 1920           | — | — | Посол України в Грузії, а також у Кубані, Азербайджані та Вірменії за сумісництвом: - Іван Красковський Посол Вірменії в Україні: - Григорій Дзамоєв Посол Грузії в Україні: - Віктор Тевзая Посол Азербайджану в Україні: - Юсиф Везир Посол Кубані в Україні: - В'ячеслав Ткачов | Основна стаття |
| Республіка Вірменія                                      | Так                    |                           | — | — | Посол України в Грузії, а також у Кубані, Азербайджані та Вірменії за сумісництвом: - Іван Красковський Посол Вірменії в Україні: - Григорій Дзамоєв Посол Грузії в Україні: - Віктор Тевзая Посол Азербайджану в Україні: - Юсиф Везир Посол Кубані в Україні: - В'ячеслав Ткачов | Основна стаття |
| Кубанська Народна Республіка                             | Так вересень 1917      | Так 7 серпня 1920         | Україно-кубанський договір від 7 серпня 1920 року | — | Посол України в Грузії, а також у Кубані, Азербайджані та Вірменії за сумісництвом: - Іван Красковський Посол Вірменії в Україні: - Григорій Дзамоєв Посол Грузії в Україні: - Віктор Тевзая Посол Азербайджану в Україні: - Юсиф Везир Посол Кубані в Україні: - В'ячеслав Ткачов |                |
| Кримська демократична республіка                         | Так літо 1917          | Так грудень 1917          | — | — | |                |
| Всевелике Військо Донське                                | Так серпень 1918       | Так 7 серпня 1918         | - Попередня угода від 7 серпня 1918 року; - Додаткова секретна угода від 7 серпня 1918 року; - Тимчасова угода про експлуатацію частини Запорізької залізниці, яка знаходиться в межах колишньої Області Війська Донського від 31 серпня 1918 року; - Тимчасова умова про перевезення в простому сполученні пасажирів, багажу і вантажів між залізницею Всевеликого Війська Донського і Українською державою від 2-5 вересня 1918 року; - Тимчасова умова про передачу рухомого складу між залізницями Всевеликого Війська Донського і Української держави від 7 вересня 1918 року; - Договір про спільне регулювання питань, що стосуються Донецького Басейну від 18 вересня 1918 року; - Умова між урядами Української держави і Всевеликого Війська Донського щодо поштово-телеграфних зносин від 18 жовтня 1918 року; - Договір про поставки цукру з Української держави в Всевелике Військо Донське від 29 жовтня 1918 року; - Конвенція про «міжнародно-правове об'єднання» між Урядом Української Народної Республіки в еміграції і Донською демократичною групою від 2 квітня 1921. | Офіційні ноти з боку України: - Нота про недоцільність визначення державної організації Дона як тимчасової від 17 липня 1918 року | Дипломатичні представники України при уряді Всевеликого Війська Донського: - Максим Славинський. Міністри-резиденти України при уряді Всевеликого Війська Донського: - Костянтин Середин (не приступив до виконання обов'язків) Посли Тимчасового уряду Війська Донського в Україні: - Володимир Сидорін. Посли Всевеликого Війська Донського на Україні: - Михайло Свечін; - Олександр Черячукін. Отамани Зимової Станиці (повноважні посли) від Всевеликого Війська Донського при державі Українському: - Олександр Черячукін | Основна стаття |
| II Польська Республіка                                   | Так жовтень 1918       | Так 22 квітня 1920        | Угоди з польськими корпусами: - Умови перебування польських військ на території України від 4 квітня 1918 року Міжурядові договори: - Договір від 24 травня 1919 роки (не був ратифікований); - Угода про перемир'я від 16 червня 1919 года; - Варшавський договір (1920); - Проєкт політичної конвенції між Польщею, Латвією, Литвою, Україною, Фінляндією і Естонією за підсумками конференції в Булдурі від 31 серпня 1920 года (висловлювалася готовність взаємного визнання всіх сторін de jure, рішення всіх неприємностей мирним шляхом, намір укласти військову конвенцію оборонного характеру і т. д.) | З боку України: - Резолюція протесту щодо претензії на землі непольські, заявлениі тимчасовою Польською державною радою в декларації на заклик Тимчасового уряду російського до об'єднання польського народу з вільною Російською державою від 8 квітня 1917 року; - Протест у відповідь на неправдиві дані Ліквідаційної комісії про замах «українських банд» у Львові і прохання до країн Антанти про введення туди своїх військ від 7 листопада 1918 року; - Протест щодо відкриття «Київського» відділу Міністерства внутрішніх справ Польщі від 27 листопада 1918 року; - Протест у зв'язку з окупацією Північної Холмщини, Підляшшя і частини Західної Волині та арештом української адміністрації від 2 грудня 1918 року; - Меморандум проти заяв про необхідність приєднання Поділля до Польщі від 22 січня 1920 року; - Меморіал про основні засади подальшої діяльності Уряду УНР і його бажанні й надалі перебувати і функціонувати на території Польщі від 24 листопада 1920 року; - Меморіал у справі нормалізації польсько-українських відносин у зв'язку з ратифікацією Ризького миру (без зазначення дати, після польського «Pro Memoria». З боку Польщі: - «Pro Memoria» (без зазначення дати, складений в 1921 році) | Посли України в Польщі: - Олександр Карпінський (не приступив до виконання обов'язків). Глави Надзвичайної дипломатичної місії УНР в Польщі: - Андрій Лівицький Надзвичайні міністри і Повноважні посли Польщі при Гетьмані України: - Станіслав Ванькович Посли Польської республіки в УНР: - Богдан Кутиловський | Основна стаття |
| Латвія                                                   | Так грудень 1918       | Так 17 лютого 1920        | Проєкт політичної конвенції між Польщею, Латвією, Литвою, Україною, Фінляндією і Естонією за підсумками конференції в Булдурі від 31 серпня 1920 року (висловлювалася готовність взаємного визнання всіх сторін de jure, рішення всіх неприємностей мирним шляхом, намір укласти військову конвенцію оборонного характеру і т. д.) | З боку України: - Спільна нота України, Білорусії, Литви та Естонії про протест, в зв'язку з обшуком в одному з консульств, а також проти конфіскації латвійської армії автомашин дипломатичних представництв, видворення з Латвії іноземних громадян і їх мобілізації в латвійську армію від 5 грудня 1919 року; - Нота про визнання Україною незалежності Латвії і її Тимчасового уряду від 10 грудня 1919 року; - Декларація уряду УНР про зміцнення добросусідських відносин з Румунією і солідарними з Україною балтійськими, чорноморськими і кавказькими країнами від 2 червня 1920 року; - Протест проти переговорів Латвії з Радянською Україною від 27 січня 1921 року. З боку Латвії: - Нота про визнання Латвією УНР від 17 лютого 1920 року; - Офіційне запрошення на конгрес поштового та телеграфного зв'язку в Булдурі від 9 вересня 1920 року. | Посли України в Латвії: - Володимир Кедровський. Представники Тимчасового уряду Латвії в Україні: - Крістапас Бахманіс. | Основна стаття |
| Литва                                                    | —                      | —                         | Проєкт політичної конвенції між Польщею, Латвією, Литвою, Україною, Фінляндією і Естонією за підсумками конференції в Булдурі від 31 серпня 1920 року (висловлювалася готовність взаємного визнання всіх сторін de jure, рішення всіх неприємностей мирним шляхом, намір укласти військову конвенцію оборонного характеру і т. д.) | — | Глави Надзвичайної дипломатичної місії України в Литві: - Володимир Кедровський; - Михайло Паращук | Основна стаття |
| Естонія                                                  | Так                    | Так березень 1920         | Проєкт політичної конвенції між Польщею, Латвією, Литвою, Україною, Фінляндією і Естонією за підсумками конференції в Булдурі від 31 серпня 1920 року (висловлювалася готовність взаємного визнання всіх сторін de jure, рішення всіх неприємностей мирним шляхом, намір укласти військову конвенцію оборонного характеру і т. д.). Договір між Естонією та УСРР від 25 листопада 1921 року (взаємне визнання держав, встановлення засад міждержавної співпраці і т. д.). | — | Посли України в Естонії: - Євген Голіцинський - Михайло Паращук Консул Естонії в Києві: - Едуард Рітсон | Основна стаття |
| Фінляндія                                                | Так 1918 рік           | Так 1918 або червень 1920 | - «Паперова угода» від 30 вересня 1918 року - Проєкт політичної конвенції між Польщею, Латвією, Литвою, Україною, Фінляндією і Естонією за підсумками конференції в Булдурі від 31 серпня 1920 року (висловлювалася готовність взаємного визнання всіх сторін de jure, рішення всіх неприємностей мирним шляхом, намір укласти військову конвенцію оборонного характеру і т. д.) | — | Посли України в Фінляндії: - Костянтин Лоський; - Микола Залізняк; - Володимир Кедровський, за сумісництвом посол України в Латвії та Естонії. Повірені у справах Фінляндії в Україні: - Герман Гуммерус | Основна стаття |

## Інші держави і суб'єкти міжнародного права
| Держава        | Дипломатичні відносини | Визнання          | Угоди | Ноти | Дипломатичні представники | Основна стаття |
| -------------- | ---------------------- | ----------------- | --- | --- | --- | -------------- |
| Аргентина      | Так лютий 1920         | Так 5 лютого 1921 | — | — | Повірені Уряду Української Народної Республіки в справах Аргентини: - Микола Шумицький | Основна стаття |
| ЗУНР           | Ні                     | Так 1 грудня 1918 | - Передвступний договір між Західно-Українською Народною Республікою і Українською Народною Республікою про подальшу Злуку обох республік в єдину велику державу від 1 грудня 1918 року; - Акт злуки Української Народної Республіки і Західно-Української Народної Республіки від 22 січня 1919 року. | — | — | Основна стаття |
| Нідерланди     | Так 1919 рік           | Ні                | — | — | Глави Надзвичайної дипломатичної місії України в Нідерландах: - Андрій Яковлів, за сумісництвом глава Надзвичайної дипломатичної місії України в Бельгії. Генеральні консули Нідерландів в Києві: - доктор Тімон Генріх Фоккер | Основна стаття |
| Данія          |                        |                   | | | Глави Надзвичайної дипломатичної місії України в Данії: - Дмитро Левицький | Основна стаття |
| Швеція         |                        |                   | | | Глави Надзвичайної дипломатичної місії України в Швеції та Норвегії: - Костянтин Лоський - Борис Баженов | Основна стаття |
| Норвегія       |                        |                   | | | Глави Надзвичайної дипломатичної місії України в Швеції та Норвегії: - Костянтин Лоський - Борис Баженов | Основна стаття |
| Ватикан        | Так 1919 рік           | Ні                | — | З боку України: - Офіційний протест проти інтернування греко-католицького духовенства на Галичині від 29 травня 1919 року; - Меморіал-протест проти антиукраїнської пропаганди польського духовенства від 3 червня 1919 року; - Офіційний протест проти жорстокості польських військових властей щодо «українського кліру та русинської Церкви» від 11 червня 1919 року; - Офіційний протест проти дій армії генерала Галлера на Галичині і безправних арештів греко-католицьких священників від 18 липня 1919 року; - Меморандум про заснування теологічного факультету та католицьких шкіл в Україні від 18 липня 1919 року; - Меморандум про «українську справу і польські переслідування українців-католиків» від 20 березня 1920 року. З боку Святого Престолу: - Лист державного секретаря Святого Престолу П'єтро Гаспаррі до глави директорії УНР Симону Петлюрі про отримання вірчих грамот від 16 червня 1919 року | Глави Надзвичайної дипломатичної місії України при Святому Престолі: - граф Михайло Тишкевич; - Франц Ксаверій Бонн. Апостольські візитатори в Україні: - Джованні Дженоккі                                                    | Основна стаття |
| США            | Ні                     | Ні                | | | Глави Надзвичайної дипломатичної місії України в США: - Євген Голіцинський - Юліан Бачинський | Основна стаття |
| Чехословаччина |                        |                   | | | Глави Надзвичайної дипломатичної місії України в Чехословаччині: - Максим Славинський | Основна стаття |
| Швейцарія      |                        |                   | | | Глави Надзвичайної дипломатичної місії України в Швейцарії: - Євмен Лукасевич - Микола Василько | Основна стаття |

## Виноски
1. ↑  Однак з 1920 року українська дипломатична місія неофіційно визнавалася представництвом УНР в Бельгії; українським дипломатам вдалося встановити відносини з Міністерством закордонних Бельгії (після реформи МЗС Бельгії 1 січня 1921 року Україна була включена в секцію, яка займалася справами Східної Європи) та іншими міністерствами; представництво УНР отримало дозвіл на видачу паспортів українським громадянам, які визнавалися бельгійським урядом; на прохання українського представництва бельгійські установи безперешкодно дозволяли в'їзд і виїзд з країни українським представникам; українцям вдалося встановити відносини з представництвами інших держав, які були акредитовані в Бельгії[13]
2. ↑  12 червня 1918 року відбулося підписання прелімінарного мирного договору між Українською Державою й Російською Радянською Республікою згідно зі статтею VI договору Росії з Центральними Державами. У преамбулі цього договору зазначено, що він підписується двома незалежними державами. У статті 4 договору говорилося про обмін консулами для захисту інтересів громадян. На цій підставі Українською Державою було засновано генеральні консульства в Москві й Петрограді та ще у 18 російських містах, де проживала значна кількість українців. Були засновані російські консульські установи в 7 містах в Україні. 24 грудня 1918 року вийшла постанова Народного Комісаріату закордонних справ РСФРР, в якій говорилося, що після анулювання Брестського мирного договору уряд Російської Республіки не визнає України за самостійну державу
3. ↑  Однобічне визнання з боку БНР. Однак Енциклопедія історії Білорусі стверджує, що в червні 1918 року білоруська делегація на чолі з Скірмунтом відвідала Київ і Уряд Української Народної Республіки визнав БНР[16]
4. ↑  Де-факто визнання закріплене в Політичній конвенції, підписаній на Ризькій конференції в серпні 1920 року.
5. ↑  Однак персонал української дипломатичної місії в Нідерландах був звільнений від реєстрації в поліції, яка була обов'язковою для всіх іноземців, і без перешкод отримував візи для в'їзду і виїзду з країни; з 1920 року дипломатичної місії УНР почали видавати дипломатичні візи як для «української делегації»; на прохання українського представництва українським послам, головам місій і міністрам без перешкод видавалися дипломатичні візи для в'їзду на територію Нідерландів; було дозволено видавати паспорти українським громадянам (вони візувалися нідерландськими установами і визнавалися дійсними для перебування на території Нідерландів); паспорта, які видавало українське представництво в Нідерландах, візувалися англійськими, американськими, бельгійськими, швейцарськими та французькими консулами; Міністерство закордонних справ Нідерландів і інші офіційні установи офіційно зверталися до української дипломатичної місії; в шкільних атласах 1919-1920 років друкувалися спеціальні карти України[13]
6. ↑  Однак Святий Престол офіційно підтримував право України на самовизначення і надав підтримку УНР на Паризькій мирній конференції[37]
7. ↑  З відповіді Держсекретаря США Роберта Лансінга на лист Юліана Бачинського: «Уряд і народ США з живим інтересом ставляться до добробуту людей в усіх частинах Росії, включно в Україні. Проте США не визнають ані незалежності України, ані жодного уряду, який тепер там при владі, а тому не готові прийняти представників українського уряду»